# Étalans
Étalans é uma comuna francesa na região administrativa de Borgonha-Franco-Condado, no departamento de Doubs. Estende-se por uma área de 40.91 km². Em 2010 a comuna tinha 1 609 habitantes (densidade: 39,3 hab./km²).
Em 1 de janeiro de 2017, incorporou os territórios das antigas comunas de Charbonnières-les-Sapins e Verrières-du-Grosbois.